# Математична гімназія (Белград)
Математична гімназія (серб. Математичка гимназија) — спеціалізована середня школа для обдарованих дітей у Белграді, Сербія. Має свою власну навчальну програму з поглибленим вивченням математики, фізики, інформаційних технологій та інших технічних дисциплін.

## Історія
Проект про створення у Югославії окремої школи для вундеркіндів розробила група математиків, фізиків та педагогів під керівництвом академіка Воїна Дайовича, колишнього викладача факультету природничих наук Белградського університету — за основу вони взяли модель Школи імені А. Н. Колмогорова при Московському державному університеті. Проект суперечив тодішній соціалістичній ідеології країни, авторів звинувачували в елітаризмі, проте, у 1966 році Белградська міська рада все ж схвалила відкриття спеціальної математичної гімназії, і з вересня вона почала працювати — у будівлі-задужбині Персиди та Ристи Міленкович, побудованій у 1929 році. Для першого навчального року було необхідно провести три вступних іспити, у результаті яких були відібрані 56 учнів.
У період 1977—1989 років Математична гімназія зазнавала труднощів у зв'язку з загальнодержавними реформами освіти того часу, у результаті яких вона фактично була інтегрована у загальну систему середньої професійної освіти і тим самим у значній мірі втратила свою унікальність. Тодішній директор Мілан Распопович прикладав усіх зусиль для того, щоб повернути школі спеціальний статус та отримати право на власну освітню програму. У результаті цих зусиль у 1988 році гімназію офіційно повернули до своєї первісної задачі, надавши їй статус навчального закладу «експериментальної» освіти, а роком по тому було офіційно опубліковано новий навчальний план.
«Експериментальність» зникла з документів лише у 1995 році, коли міністерство освіти надало їй статус спеціалізованої школи для талановитих та обдарованих учнів у математиці, інформатиці, фізиці та інших природничих науках. У той же час вона була визнана школою особливого національного значення — стала першою подібною школою на території колишньої Югославії.

## Навчання

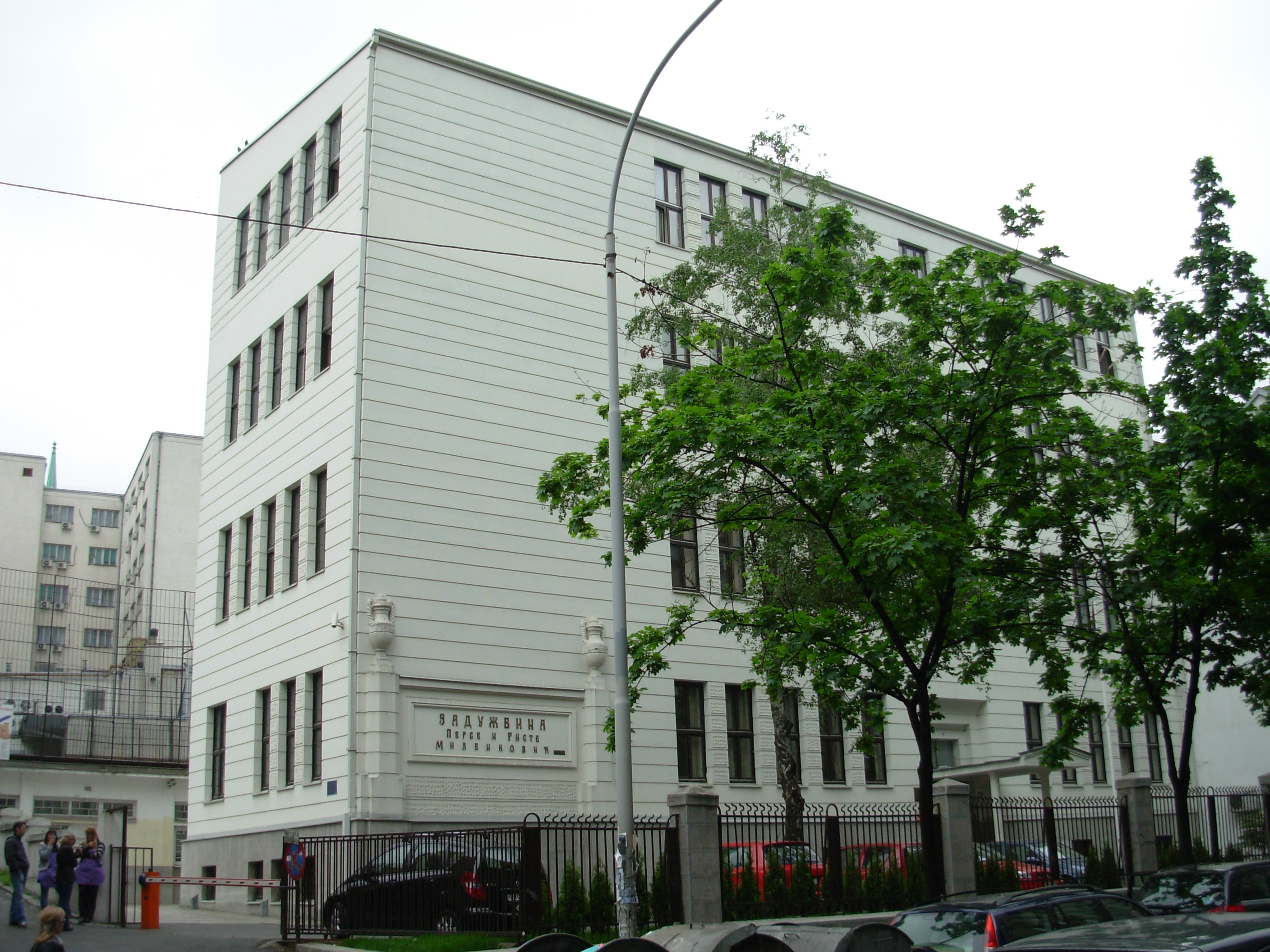
Будівля Математичної гімназії у Белграді

У Математичну гімназію приймаються учні початкових загальноосвітніх шкіл у віці 11-12 років, але для цього їм необхідно здати досить складні вступні іспити. Більшість учнів вступають сюди на безкоштовній основі, але є також і додаткові платні місця, які становлять приблизно 20 % від загальної кількості абітурієнтів. Щорічно тут проходять навчання близько 550 студентів, станом на 2011 рік гімназія випустила більш ніж 8000 студентів, з них 250 згодом стали докторами наук та 400 - кандидатами наук. Дисципліни викладають близько 160 вчителів, багато з яких мають ступінь доктора філософських наук, причому більшість професорів є випускниками цього навчального закладу. Окрім викладачів, що перебувають у штаті, для здійснення навчального процесу часто запрошуються викладачі вишів, зокрема викладачі Белградського університету, Белградського фізичного інституту, Математичного інституту при Сербській академії наук та мистецтв.
Учні гімназії успішно виступають на Міжнародних олімпіадах школярів з математики, фізики, астрофізики, інформатики, астрономії та геології. За свою багаторічну історію школа завоювала на міжнародному рівні більш ніж 400 медалей різного гатунку, займаючи за цим показником одне з перших місць у світі.
Після випуску багато учнів вступають у престижні закордонні виші, з якими у школі укладені угоди про співпрацю. Наприклад, партнерами школи є такі виші як Московський державний університет, Об'єднаний інститут ядерних досліджень, Університетський коледж Лондона, Колумбійський університет, Стенфордський університет, Массачусетський технологічний інститут, Каліфорнійський університет у Берклі та ін. Більшість, проте, отримують стипендію на вступ у місцевий Белградський університет.

## Значущі події в житті гімназії
30 травня 1999 року у результаті бомбардувань НАТО на Варваринському мосту була вбита одна з найкращих учениць Математичної гімназії, 15-річна дівчина-вундеркінд Саня Міленкович, переможниця численних олімпіад з математики, фізики та хімії. Її смерть викликала великий суспільний резонанс та стала потрясінням для інших учнів гімназії. Президент країни Слободан Милошевич згодом на Гаазькому трибуналі назвав її математичним генієм та навів як показовий приклад, розповідаючи про жертви бомбардувань.
Математичную гімназію відвідували такі впливові люди як Патріарх Сербський Павло, Патріарх Сербський Іриней, президент країни Борис Тадич, прем'єр-міністр Зоран Джинджич, кронпринц Югославії Олександр Карагеоргієвич. Святкові концерти з нагоди тридцятирічного та сорокарічного ювілеїв школи пройшли на сцені Національного театру за фінансової підтримки прем'єр-міністра Воїслава Коштуниці.